# مارسل بریون
مارسل بریون (انگلیسی: Marcel Brion؛ ۲۱ نوامبر ۱۸۹۵ – ۲۳ اکتبر ۱۹۸۴) یک پدیدآور اهل فرانسه بود. که بیش از ۱۰۰ کتاب در زمینه بیوگرافی، تاریخ و زندگی بزرگان نوشت. یکی از آثار شناخته شدهٔ وی در میان فارسی‌زبانان کتاب منم تیمور جهانگشا است.